# Tex Ritter (cestista)
Goebel Franklin Ritter, detto Tex (Richmond, 26 febbraio 1924 – Whitesburg, 15 ottobre 2004), è stato un cestista e allenatore di pallacanestro statunitense, professionista nella BAA e nella NBA.

## Carriera
Venne selezionato dai New York Knicks nel Draft BAA 1948.